# Het Klokhuis

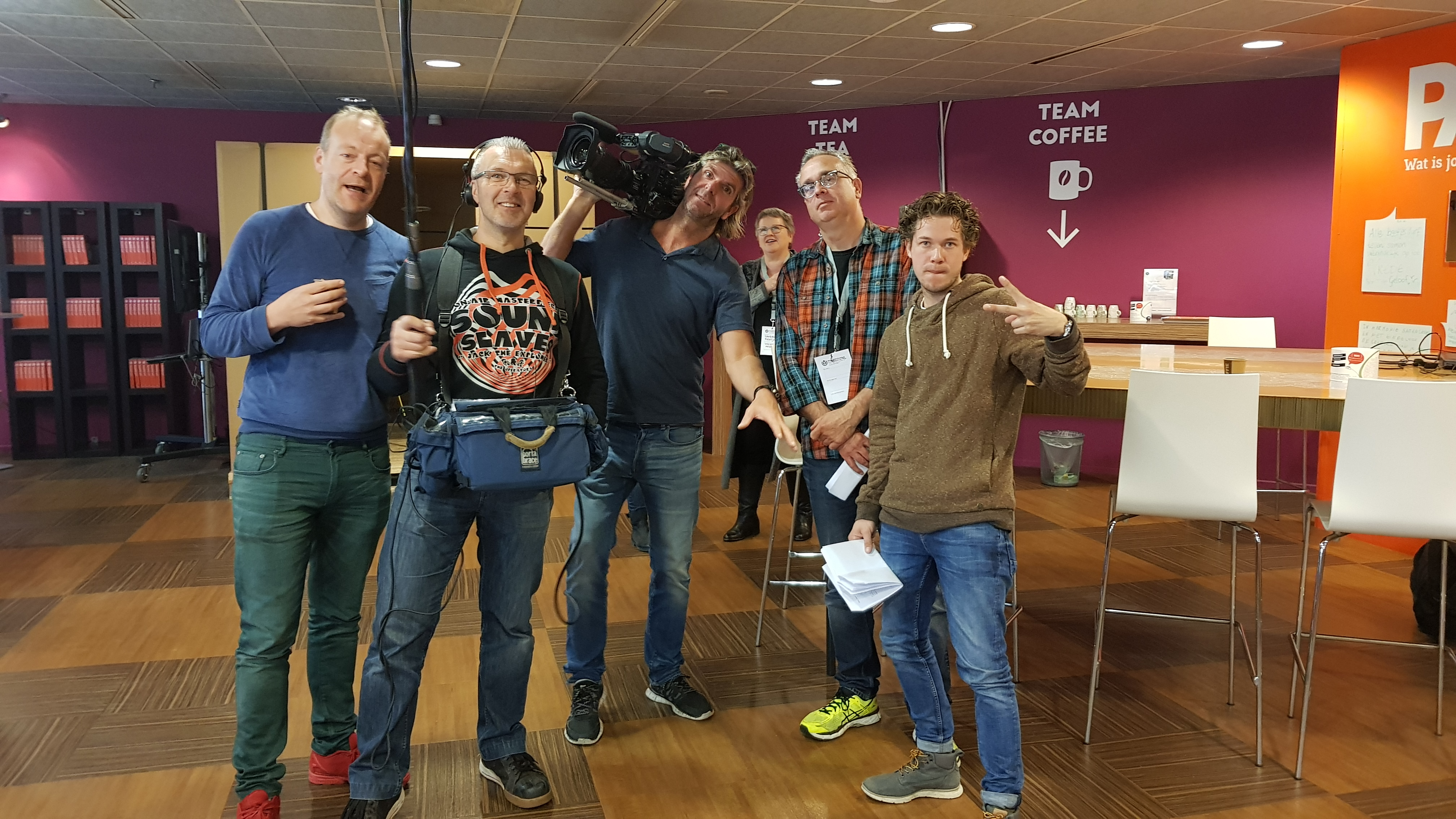
Op 25 oktober 2018 zond Het Klokhuis een aflevering over Wikipedia uit. Dit was de ploeg die het item bij Wikipedia filmde.

Het Klokhuis is een educatief jeugdprogramma van de NTR, dat iedere week van maandag tot en met vrijdag in de vooravond wordt uitgezonden op NPO Zapp. Het Klokhuis leert kinderen in de leeftijdscategorie van 7 tot 12 jaar over de wereld om hen heen, in de breedste zin van het woord.
Het programma werd oorspronkelijk bedacht door Ben Klokman en Aart Staartjes.

## Geschiedenis
In 1988 kwam er naast Nederland 1 en 2 een derde net. Dit net was nog helemaal leeg en kon dus gevuld worden met nieuwe programma's. Daar hoorde ook een nieuw kinderprogramma bij. Zo ontstond het idee voor Het Klokhuis, een informatief programma voor kinderen ouder dan zes jaar. Dit volgt Sesamstraat, een programma dat zich richt op kinderen van twee tot zes jaar, op.
De eerste uitzending van Het Klokhuis was op 3 januari 1988 op Nederland 2. De eerste maanden werd het programma alleen op zondag uitgezonden. Toen de nieuwe Nederlandse zender Nederland 3 in april 1988 van start ging, verhuisde Het Klokhuis daarheen. Op deze zender werd Het Klokhuis vanaf toen vijf keer per week uitgezonden.
In 1992 verhuisde het programma naar Nederland 1, samen met de andere NOS-programma's Sesamstraat en het Jeugdjournaal. In 1994 verhuisden de drie programma's terug naar Nederland 3. Met de komst van de kinderzender Z@ppelin in september 2000 werd het programma daarop uitgezonden, vanaf dat moment zeven dagen per week. Sinds september 2005 is het programma op NPO Zapp te zien.
In 1990 dreigde Het Klokhuis vanwege te hoge kosten van het scherm te verdwijnen. Een vaste kijker, een destijds elf-jarig meisje, haalde dertigduizend handtekeningen op om het programma te redden. Bovendien werden er in de Tweede Kamer vragen gesteld. De actie slaagde in haar opzet en het programma bleef.
Op 19 mei 2011 werd een aflevering van Klokhuis in 3D uitgezonden (rood-groen).
Op 3 januari 2023 wijdde Eva Jinek in haar talkshow Jinek op de televisiezender RTL 4 uitgebreid aandacht aan Het Klokhuis, dat die dag het 35-jarig bestaan vierde. Gasten die van belang waren en zijn voor Het Klokhuis kwamen uitgebreid aan het woord, afgewisseld met fragmenten uit afleveringen van langer geleden tot vrij recent.

## Naam
Het is niet bekend wie de naam Het Klokhuis heeft bedacht. Wel is duidelijk dat men naast de reeds bestaande ‘straat’ van Sesamstraat ook een ‘huis’ wilde hebben. In dat ‘huis’ zouden diverse onderwerpen heel grondig worden uitgelegd. Dit werd vergeleken met het opeten van een appel tot op het ‘klokhuis’, ofwel de kern, het meest wezenlijke. In de tekst van de oorspronkelijke tune werd tegelijk de vergelijking gemaakt met het uit elkaar halen van het mechanisme van een uurwerk. (Zie ook #Muziek.)
De tot het klokhuis opgegeten appel is altijd het logo van het programma gebleven.

## Opzet
Een aflevering bestaat standaard uit twee gedeelten: enerzijds een wat serieuzer en educatief gedeelte (reportage), anderzijds veelal komische sketches en liedjes (de dramafragmenten). 
Per aflevering staat een bepaald educatief onderwerp centraal. In het informatieve gedeelte wordt het onderwerp op een begrijpelijke manier uitgelegd. Soms komen er echte experts over het onderwerp van die aflevering aan het woord, maar meestal doet de presentator alsof hij of zij zelf de expert is. 
De sketches en liedjes gaan over hetzelfde thema als de reportage, maar richten zich op de emotionele, morele en ethische aspecten van het onderwerp. Vaak wordt hierin een beetje de spot gedreven met het onderwerp. Af en toe spelen de sketches ook rechtstreeks in op wat er in het educatieve gedeelte gebeurt.
Op maandag gaat de aflevering altijd over het Klokhuis kantoor. In deze afleveringen, die zich op het kantoor afspelen met de kantoorleden Ben, Timo, Wouter & Leonoor, komen bepaalde dingen op een grappige manier aan bod, waarna er een educatief stukje komt over het onderwerp. Vanwege het overlijden in mei 2022 van Gijs de Lange (acteur van Ben), zijn de kantoorleden vervangen door Heleen, Peggy, Luuk en Rodîn.

## Personen

### Presentatoren van het educatieve gedeelte
Het educatieve gedeelte van Het Klokhuis is in de loop van tijd in handen van verschillende presentatoren en presentatrices geweest:
| Presentator/presentatrice     | Periode    |
| ----------------------------- | ---------- |
| Serah Koorevaar               | 2022-heden |
| Tirsa With                    | 2022-heden |
| Manon Hoijtink                | 2022-2024  |
| Nizar El Manouzi              | 2021-heden |
| Habtamu de Hoop               | 2018-2019  |
| Janouk Kelderman              | 2017-heden |
| Pascal Tan                    | 2016-heden |
| Eva Cleven                    | 2016-heden |
| Sosha Duysker                 | 2016-2022  |
| Nienke de la Rive Box         | 2012-2023  |
| Maurice Lede                  | 2011-2018  |
| Mustafa Marghadi              | 2010-2012  |
| Lisa Wade                     | 2007-2012  |
| Bart Meijer                   | 2005-2025  |
| Lotte Verlackt                | 2002-2006  |
| Dolores Leeuwin               | 2001-2015  |
| Margreet Beetsma              | 2001-2007  |
| Ernst van der Pasch           | 2000-2008  |
| Klaas van der Eerden          | 2000-2005  |
| Jetske van den Elsen          | 2000-2001  |
| Yvon Jaspers                  | 1994-2000  |
| Marjolein Macrander           | 1993-1996  |
| Jeroen Kramer                 | 1989-2000  |
| Bas Westerweel                | 1989-1994  |
| Monique Hagen                 | 1988-2003  |
| Katarina Rejger               | 1988-1991  |
| Hans Zuydveld                 | 1988-1990  |
| Willem van de Sande Bakhuyzen | 1988-1989  |
| Marjan Verhaar                | 1988       |

## Typetjes

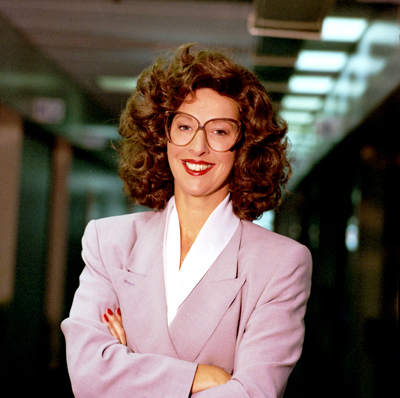
Loes Luca als Yvette de Vriesch-met-sch in Het Klokhuis in 1992

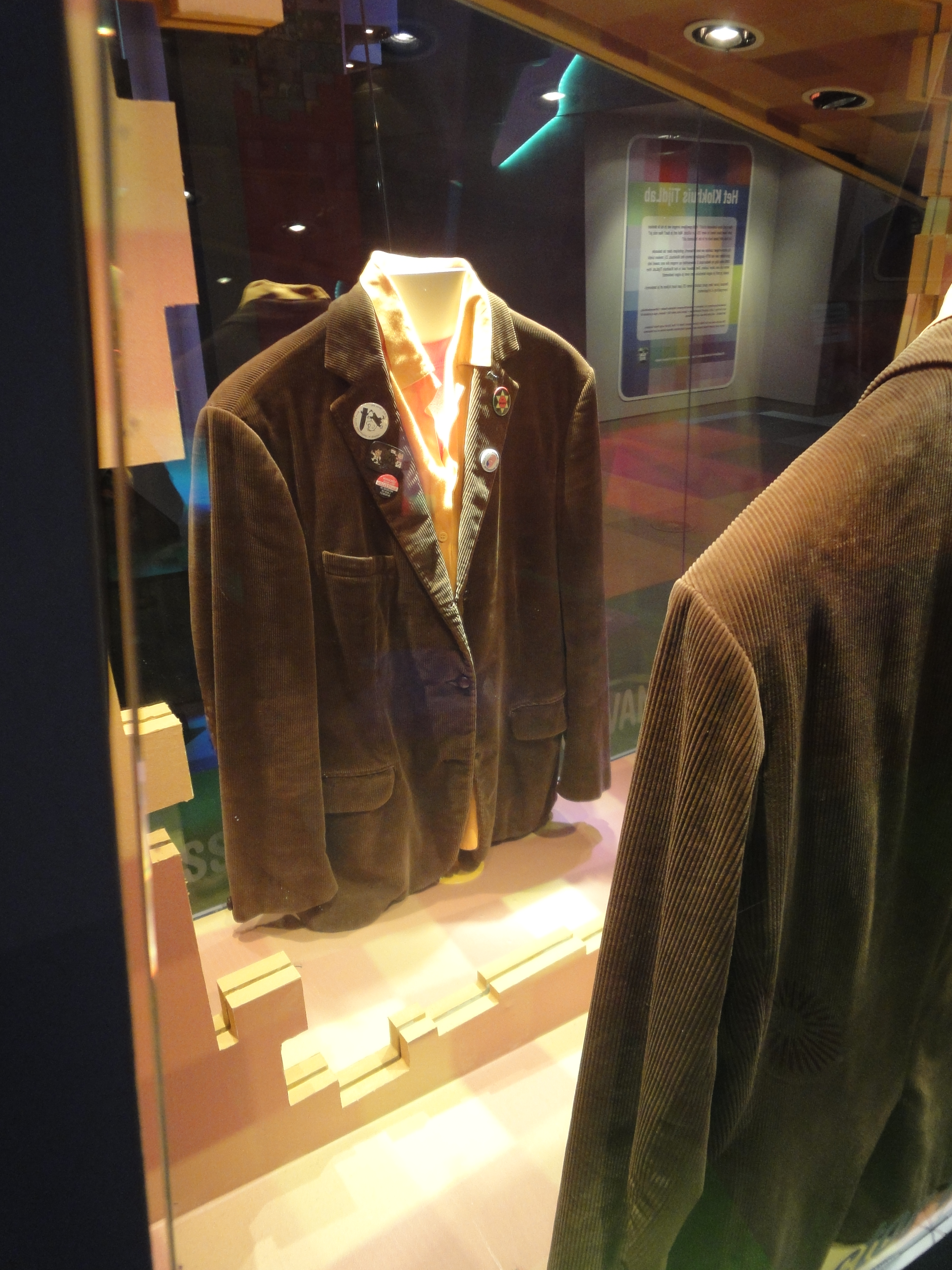
Kostuum van prof. Fetze Alsvanouds in het museum bij het Instituut van Beeld en Geluid

In de sketches en liedjes komt een groot aantal verschillende typetjes voor, die worden of werden vertolkt door onder anderen Nettie Blanken, Frank Groothof, Hans Kesting, Loes Luca, Edwin Rutten, Tjitske Reidinga, Joost Prinsen, Aart Staartjes, Harry van Rijthoven, Ellen Pieters, Laus Steenbeeke, Eric van der Donk, Remko Vrijdag, Alex Klaasen, Wieteke van Dort, Pepijn Gunneweg, Sergio IJssel, Loes Haverkort, Katja Herbers en Elise Schaap. Tot aan haar overlijden in 2001 maakte ook Sylvia Millecam haar opwachting in het programma. Tot zijn overlijden in 2022 nam Gijs de Lange vele rollen in het Klokhuis voor zijn rekening, waaronder (tot november 2022) in Het Klokhuis Kantoor.
Schrijvers
- Niek Barendsen
- Jurrian van Dongen
- Karel Eykman
- Pascal Griffioen
- Martijn Hillenius
- Frank Houtappels
- Michiel Hoving
- Dirk Nielandt
- Peter Sterk
- Fedor van Rossem
- Jan Riem

### Rolverdeling
Veel typetjes zijn eenmalig, maar sommige keren met regelmaat terug:
| Personage                                                        | Personage                                                     | Acteur/actrice                                     | Geschreven door                                |
| ---------------------------------------------------------------- | ------------------------------------------------------------- | -------------------------------------------------- | ---------------------------------------------- |
| De antiquair meneer Joosten                                      | De antiquair meneer Joosten                                   | Joost Prinsen                                      | Fetze Pijlman                                  |
| Wim Waaman                                                       | Wim Waaman                                                    | Joost Prinsen                                      | Jan Riem                                       |
| Professor Fetze Alsvanouds van de Universiteit van Harderwijk    | Professor Fetze Alsvanouds van de Universiteit van Harderwijk | Aart Staartjes                                     | Ries Moonen                                    |
| Yvette de Vriesch-met-sch                                        | Yvette de Vriesch-met-sch                                     | Loes Luca                                          | Ted van Lieshout                               |
| De moppentrommel: Suppoosten in museum                           | De moppentrommel: Suppoosten in museum                        | Aart Staartjes                                     |                                                |
| De moppentrommel: Suppoosten in museum                           | De moppentrommel: Suppoosten in museum                        | Loes Luca                                          |                                                |
| Ta en To                                                         | Ta van der Hoeven                                             | Aart Staartjes                                     | Jan Riem                                       |
| Ta en To                                                         | To Blijdestijn                                                | Joost Prinsen                                      | Jan Riem                                       |
| De Bilitons                                                      | De Bilitons                                                   | Edwin Rutten                                       | Karel Eykman                                   |
| De Bilitons                                                      | De Bilitons                                                   | Wieteke van Dort                                   | Karel Eykman                                   |
| De Bilitons                                                      | De Bilitons                                                   | Frank Groothof                                     | Karel Eykman                                   |
| De Bilitons                                                      | De Bilitons                                                   | Sylvia Millecam                                    | Karel Eykman                                   |
| De kok Alberdink Thijm                                           | De kok Alberdink Thijm                                        | Gijs de Lange                                      | Hans Dorrestijn                                |
| Beinema en Kwelder                                               | Beinema, een dromerige kantoorklerk                           | Hans Kesting                                       | Jan Riem                                       |
| Beinema en Kwelder                                               | Kwelder, zijn chef                                            | Harry van Rijthoven                                | Jan Riem                                       |
| Twee ruziënde buurmannen                                         | Meneer Paskom                                                 | Hans Kesting                                       |                                                |
| Twee ruziënde buurmannen                                         | Mevrouw Paskom                                                | Ellen Pieters                                      |                                                |
| Twee ruziënde buurmannen                                         | Meneer Boontje                                                | Laus Steenbeeke                                    |                                                |
| Twee ruziënde buurmannen                                         | Mevrouw Boontje                                               | Tjitske Reidinga                                   |                                                |
| Frits van Turen en zijn kameraad Egbert Schattaard               | Frits van Turen                                               | Hans Kesting                                       |                                                |
| Frits van Turen en zijn kameraad Egbert Schattaard               | Egbert Schattaard                                             | Gijs de Lange                                      |                                                |
| Prinsesje Petronella                                             | Prinsesje Petronella                                          | Tjitske Reidinga                                   | Niek Barendsen                                 |
| Het dierencafé                                                   | Varken                                                        | Aart Staartjes                                     |                                                |
| Het dierencafé                                                   | Haan                                                          | Laus Steenbeeke                                    |                                                |
| Het dierencafé                                                   | Bok                                                           | Joost Prinsen                                      |                                                |
| Konijnenfamilie                                                  | Konijnenfamilie                                               | Loes Luca                                          |                                                |
| Konijnenfamilie                                                  | Konijnenfamilie                                               | Tjitske Reidinga                                   |                                                |
| Boy Zonderman                                                    | Boy Zonderman                                                 | Frank Groothof                                     | Jan Riem                                       |
| Politierechercheurs                                              | Hoofdcommisaris                                               | Joost Prinsen                                      |                                                |
| Politierechercheurs                                              | Vurk                                                          | Gijs de Lange                                      |                                                |
| Politierechercheurs                                              | Vork                                                          | Hans Kesting                                       |                                                |
| De vriendjes                                                     | Frankje                                                       | Frank Groothof                                     | Ted van Lieshout                               |
| De vriendjes                                                     | Lausje                                                        | Laus Steenbeeke                                    | Ted van Lieshout                               |
| Rapper                                                           | Rapper                                                        | Remko Vrijdag                                      | Jurrian van Dongen                             |
| Bill en Will                                                     | Bill                                                          | Rogier in 't Hout                                  |                                                |
| Bill en Will                                                     | Will                                                          | Pepijn Gunneweg                                    |                                                |
| Arie & Jacob                                                     | Arie                                                          | Pepijn Gunneweg                                    |                                                |
| Arie & Jacob                                                     | Jacob                                                         | Rogier in 't Hout                                  |                                                |
| Ard en Fjodor                                                    | Fjodor                                                        | Pepijn Gunneweg                                    |                                                |
| Ard en Fjodor                                                    | Ard                                                           | Rogier in 't Hout                                  |                                                |
| Liefdeslessen                                                    | Liefdeslessen                                                 | Gijs de Lange                                      |                                                |
| Puberjongens                                                     | Jonathan                                                      | Pepijn Gunneweg                                    |                                                |
| Puberjongens                                                     | zijn mattie Saïd                                              | Mimoun Oaïssa                                      |                                                |
| Kabouter Appelflap                                               | Kabouter Appelflap                                            | Rogier in 't Hout                                  |                                                |
| Pubermeiden                                                      | Becky                                                         | Bracha van Doesburgh                               |                                                |
| Pubermeiden                                                      | Malika                                                        | Katja Herbers                                      |                                                |
| Cowboy Colt Williams                                             | Cowboy Colt Williams                                          | Remko Vrijdag                                      |                                                |
| Cora en Deborah                                                  | Cora en Deborah                                               | Ellen Pieters                                      |                                                |
| Cora en Deborah                                                  | Cora en Deborah                                               | Loes Luca                                          |                                                |
| De marktdames                                                    | De marktdames                                                 | Wieteke van Dort                                   |                                                |
| De marktdames                                                    | De marktdames                                                 | Loes Luca                                          |                                                |
| Mevrouw van Dam                                                  | Mevrouw van Dam                                               | Wieteke van Dort                                   | Jan Riem                                       |
| De orgeldraaier                                                  | De orgeldraaier                                               | Edwin Rutten                                       | Willem Wilmink                                 |
| Daantjer & Zaantjer (de Quizpolitie)                             | Daantjer & Zaantjer (de Quizpolitie)                          | Hans Kesting                                       |                                                |
| Daantjer & Zaantjer (de Quizpolitie)                             | Daantjer & Zaantjer (de Quizpolitie)                          | Laus Steenbeeke                                    |                                                |
| Fee van dienst                                                   | Fee van dienst                                                | Loes Luca                                          | Ted van Lieshout                               |
| Mimi & Aafke                                                     | Mimi                                                          | Annet Malherbe                                     |                                                |
| Mimi & Aafke                                                     | Aafke                                                         | Anniek Pheifer                                     |                                                |
| Igor de Viking en Robin Hood                                     | Igor de Viking                                                | Rogier in 't Hout                                  |                                                |
| Igor de Viking en Robin Hood                                     | Robin Hood                                                    | Laus Steenbeeke                                    |                                                |
| Burt en Danny                                                    | Burt                                                          | Hans Kesting                                       |                                                |
| Burt en Danny                                                    | Danny                                                         | Laus Steenbeeke                                    |                                                |
| De bushalte                                                      | De bushalte                                                   | Verschillende acteurs                              |                                                |
| MC Kwadraat en Korte Frits                                       | MC Kwadraat en Korte Frits                                    | Pim Muda                                           |                                                |
| MC Kwadraat en Korte Frits                                       | MC Kwadraat en Korte Frits                                    | Pepijn Gunneweg                                    |                                                |
| De avonturen van Varkentje Rund                                  | De avonturen van Varkentje Rund                               | Tekenfilm, animatie en stemmen: Michiel Hoving     | Tekenfilm, animatie en stemmen: Michiel Hoving |
| Het Klokhuis Kantoor (tot november 2022, t/m aflevering 302)     | Ben                                                           | Gijs de Lange                                      |                                                |
| Het Klokhuis Kantoor (tot november 2022, t/m aflevering 302)     | moeder van Ben                                                | Leny Breederveld                                   |                                                |
| Het Klokhuis Kantoor (tot november 2022, t/m aflevering 302)     | Leonoor                                                       | Anniek Pheifer                                     |                                                |
| Het Klokhuis Kantoor (tot november 2022, t/m aflevering 302)     | Douwe, de broer van Leonoor                                   | Tom van Kalmthout                                  |                                                |
| Het Klokhuis Kantoor (tot november 2022, t/m aflevering 302)     | Nanet, de moeder van Leonoor                                  | Marisa van Eyle                                    |                                                |
| Het Klokhuis Kantoor (tot november 2022, t/m aflevering 302)     | Alfons, de luie ex van Leonoor                                | Tjebbo Gerritsma                                   |                                                |
| Het Klokhuis Kantoor (tot november 2022, t/m aflevering 302)     | Wouter                                                        | Rogier in 't Hout                                  |                                                |
| Het Klokhuis Kantoor (tot november 2022, t/m aflevering 302)     | Timo                                                          | Sergio IJssel                                      |                                                |
| Het Klokhuis Kantoor (tot november 2022, t/m aflevering 302)     | Michelle, de rommelige ex van Timo                            | Elise Schaap                                       |                                                |
| Het Klokhuis Kantoor (tot november 2022, t/m aflevering 302)     | Mevrouw Reumer                                                | Rian Gerritsen                                     |                                                |
| Het Klokhuis Kantoor (vanaf december 2022, vanaf aflevering 303) | Heleen                                                        | Maria Kraakman                                     |                                                |
| Het Klokhuis Kantoor (vanaf december 2022, vanaf aflevering 303) | Peggy                                                         | Sarah Janneh                                       |                                                |
| Het Klokhuis Kantoor (vanaf december 2022, vanaf aflevering 303) | Luuk                                                          | Rop Verheijen                                      |                                                |
| Het Klokhuis Kantoor (vanaf december 2022, vanaf aflevering 303) | Rodîn                                                         | Sidar Toksöz                                       |                                                |
| Het Klokhuis Kantoor (vanaf december 2022, vanaf aflevering 303) | Manouk de knipperlicht ex van Luuk                            | Ilse Warringa                                      |                                                |
| Leraar meneer de Vries                                           | Leraar meneer de Vries                                        | Remko Vrijdag                                      |                                                |
| De Dat Kan Toch Anders Man                                       | De Dat Kan Toch Anders Man                                    | Remko Vrijdag                                      |                                                |
| De hobbyquizz met Bert & Joke uit Varsseveld                     | Sven de Quizmaster                                            | Hans Kesting                                       |                                                |
| De hobbyquizz met Bert & Joke uit Varsseveld                     | Bert                                                          | Remko Vrijdag                                      |                                                |
| De hobbyquizz met Bert & Joke uit Varsseveld                     | Joke                                                          | Martine Sandifort                                  |                                                |
| Echtpaar                                                         | Echtpaar                                                      | Remko Vrijdag                                      |                                                |
| Echtpaar                                                         | Echtpaar                                                      | Martine Sandifort                                  |                                                |
| Kassameisjes                                                     | Meneer Lisman                                                 | Mike Meijer                                        |                                                |
| Kassameisjes                                                     | Sharon                                                        | Roos van Erkel                                     |                                                |
| Kassameisjes                                                     | Samantha                                                      | Elise Schaap                                       |                                                |
| De ober                                                          | De ober                                                       | Alex Klaasen                                       |                                                |
| De ober                                                          | De ober                                                       | Jeroen van Koningsbrugge                           |                                                |
| De ober                                                          | De ober                                                       | Ronald Goedemondt                                  |                                                |
| De ober                                                          | De ober                                                       | Jan-Paul Buijs                                     |                                                |
| NerdTV                                                           | Erik-Jan                                                      | Alex Klaasen                                       |                                                |
| NerdTV                                                           | Katinka                                                       | Plien van Bennekom                                 |                                                |
| Oermensen                                                        | Oervader                                                      | Gijs de Lange, Paul R. Kooij                       |                                                |
| Oermensen                                                        | Oermoeder                                                     | Wieteke van Dort, Ellen Pieters                    |                                                |
| Oermensen                                                        | Oerzoon                                                       | Pepijn Gunneweg                                    |                                                |
| Chirurg                                                          | Dokter Visser                                                 | Hans Kesting                                       |                                                |
| Chirurg                                                          | Zuster Tiny                                                   | Loes Luca, Wieteke van Dort, Martine Sandifort     |                                                |
| Chirurg                                                          | Zuster Carla                                                  | Nettie Blanken, Tjitske Reidinga, Lies Visschedijk |                                                |
| Cowboys                                                          | Cowboys                                                       | Rop Verheijen                                      |                                                |
| Cowboys                                                          | Cowboys                                                       | Maarten Heijmans                                   |                                                |
| Cowboys                                                          | Cowboys                                                       | Mimoun Oaïssa                                      |                                                |
| Cowboys                                                          | Cowboys                                                       | Leo Alkemade                                       |                                                |
| Cowboys                                                          | Cowboys                                                       | Remko Vrijdag                                      |                                                |
| Cowboys                                                          | Cowboys                                                       | Tjebbo Gerritsma                                   |                                                |
| Ruimteschip                                                      | Vader                                                         | Rop Verheijen                                      |                                                |
| Ruimteschip                                                      | Moeder                                                        | Ilse Warringa                                      |                                                |
| Ruimteschip                                                      | Zoon                                                          | Bart Rijnink                                       |                                                |
| Ruimteschip                                                      | Dochter                                                       | Diewertje Dir                                      |                                                |
| Ruimteschip                                                      | Oma                                                           | Debbie Korper                                      |                                                |
| Wesley en Rodney                                                 | Wesley                                                        | Tom van Kalmthout                                  |                                                |
| Wesley en Rodney                                                 | Rodney                                                        | Bart Rijnink                                       |                                                |
| Wendel en Liza                                                   | Wendel                                                        | Sarah Janneh                                       |                                                |
| Wendel en Liza                                                   | Liza                                                          | Sarah Bannier                                      |                                                |
| Debbie en Lara                                                   | Debbie                                                        | Eva Van der Gucht                                  |                                                |
| Debbie en Lara                                                   | Lara                                                          | Sarah Bannier                                      |                                                |
| Boze man                                                         | Boze man                                                      | Bas Hoeflaak                                       |                                                |
| Marie Louise                                                     | Marie Louise                                                  | Plien van Bennekom                                 |                                                |
| Moderne Ouders                                                   | Papa                                                          | Marcel Hensema                                     |                                                |
| Moderne Ouders                                                   | Mama                                                          | Plien van Bennekom                                 |                                                |
| Muizen                                                           | Moedermuis                                                    | Lies Visschedijk                                   |                                                |
| Muizen                                                           | muizenzoon Bart                                               | Bart Rijnink                                       |                                                |
| Vrachtwagenchauffeuses                                           | Shirley de Jong                                               | Anne-Marie Jung                                    |                                                |
| Vrachtwagenchauffeuses                                           | Babette Huisinga                                              | Eva Van Der Gucht                                  |                                                |
| Klokko                                                           | Klokko                                                        | Leo Alkemade                                       |                                                |
| Klokko                                                           | Klokko                                                        | Simon Groen                                        |                                                |
| Klokko                                                           | Klokko                                                        | Alex Klaasen                                       |                                                |
| Klokko                                                           | Klokko                                                        | Michiel Nooter                                     |                                                |
| Klokko                                                           | Klokko                                                        | Elise Schaap                                       |                                                |
| Klokko                                                           | Klokko                                                        | Remko Vrijdag                                      |                                                |
| Klokko                                                           | Klokko                                                        | Ilse Warringa                                      |                                                |
| Tim en Adil                                                      | Tim en Adil                                                   | David Elsendoorn                                   |                                                |
| Tim en Adil                                                      | Tim en Adil                                                   | Anouar Ennali                                      |                                                |
| Klachtenbureau met Ton en Liesbeth uit Hendrik-Ido-Ambacht       | Ton                                                           | Alex Klaasen                                       |                                                |
| Klachtenbureau met Ton en Liesbeth uit Hendrik-Ido-Ambacht       | Liesbeth                                                      | Tina de Bruin                                      |                                                |
| Klachtenbureau met Ton en Liesbeth uit Hendrik-Ido-Ambacht       | Baliemedewerkster van het Klachtenbureau                      | Ilse Warringa                                      |                                                |
| Barry Snotter (gebaseerd op Harry Potter)                        | Barry Snotter (Harry Potter)                                  | Daniel Cornelissen                                 |                                                |
| Barry Snotter (gebaseerd op Harry Potter)                        | Mermelien Sniffel (Hermelien Griffel)                         | Roos van Erkel                                     |                                                |
| Barry Snotter (gebaseerd op Harry Potter)                        | Tom Zemel (Ron Wemel)                                         | Pepijn Schoneveld                                  |                                                |

## Muziek

### Liedjes
Veel van de in Het Klokhuis ten gehore gebrachte liedjes waren van de hand van Willem Wilmink en Ted van Lieshout en getoonzet door Harry Bannink. Na het overlijden van Bannink heeft Henny Vrienten veel muziek voor Het Klokhuis gecomponeerd. Ook Peter van de Witte schrijft en componeert regelmatig liedjes voor Het Klokhuis. De liedjes worden afwisselend vertolkt door Jacqueline Govaert, Def P, Dos Hermanos, Edwin Rutten, Loes Luca, Tjitske Reidinga, Bracha van Doesburgh, Aart Staartjes, Joost Prinsen, Wieteke van Dort, Katja Herbers, Noortje Herlaar en Anne-Marie Jung. Edwin Rutten trad ook op als orgeldraaier die af en toe liedjes zong terwijl hij aan een klein draaiorgeltje draaide dat de bijbehorende muziek speelde.

### Herkenningsmelodie
De intromuziek van het programma is gecomponeerd door Harry Bannink. Aanvankelijk bevatte het een eigen titelsong, waarvan de tekst was geschreven door Fetze Pijlman en ingezongen door Gerda Havertong. Vanaf januari 1990 bestond de leader uit alleen een instrumentaal stuk, wederom gecomponeerd door Bannink. Deze herkenningsmelodie wordt tot op de dag van vandaag gebruikt, al zijn er in 2007 en 2010 wel aangepaste uitvoeringen in gebruik genomen die aansluiten bij de corresponderende leaders.

## Podcast
In de podcast van Het Klokhuis gaan de eerste afleveringen over uitvindingen of ontwikkelingen die de wereld veranderd hebben. Of eigenlijk, dingen die we heel gewoon vinden, maar die ontzettend belangrijk blijken te zijn. Zoals een uitvinding tegen stank en viezigheid, een uitvinding om afspraken te maken en een uitvinding voor vakanties naar het buitenland.

## Projecten
Vanaf 2001 is Het Klokhuis ook aanwezig op het internet. Sindsdien is het online deel van Het Klokhuis steeds groter geworden. Voorbeelden van online en crossmediale projecten zijn:
Klokhuis MasterclassIn maart 2020, aan het begin van de coronacrisis, maakte Het Klokhuis de Klokhuis Masterclass. Elke schooldag om 15:30 uur ging Het Klokhuis live op het YouTube-kanaal van Het Klokhuis èn op hetklokhuis.nl, waar een Klokhuispresentator vanuit zijn of haar huis een creatieve opdracht uitvoerde met spullen die iedereen in huis heeft. Daarnaast hadden de kinderen ook even contact met de rest van Nederland.
De 4 Vrijheden
In de bijzondere Klokhuisserie De 4 Vrijheden onderzochten presentatoren Pascal Tan en Sosha Duysker wat het betekent om recht te hebben op een veilig leven, een huis, kleding en eten, een vrije mening te hebben en te geloven wat je wilt. Ze gingen op bezoek bij mensen die als kind de Tweede Wereldoorlog hebben meegemaakt en spraken kinderen die uit hun land moesten vluchten voor oorlog en terreur.
Het Klokhuis over de Nationale Parken
In 2019 maakte Het Klokhuis een zevendelige serie over de Nederlandse Nationale Parken. Pascal Tan, Janouk Kelderman en Sosha Duysker lieten in deze serie zien wat er zo bijzonder is aan onze Nationale Parken, en hoe belangrijk het is om de diversiteit in de verschillende landschappen te behouden en beschermen. In samenwerking met de Samenwerkende Nationale Parken (SNP) en het Nationale Parken Bureau (NPB) organiseerde Het Klokhuis op woensdag 1 mei 2019 de Klokhuis Nationale Parken Dag op Stadslandgoed De Kemphaan in Almere. Een dag waarop alle 17 Nederlandse Nationale Parken zich op een centrale plek presenteerde aan kinderen en hun (groot)ouders.
Scheiden
In 2017 maakte Het Klokhuis een speciale vierdelige serie over scheiden. Deze special werd speciaal voor kinderen gemaakt om dit gevoelige onderwerp meer bespreekbaar te maken. Bij de serie werd een speciale website ontwikkeld: ikdurfniettezeggendat.nl. Op deze website kan iedereen anoniem gedachten en gevoelens kwijt op een propje.
Kindermishandeling
In 2013 maakte Het Klokhuis een speciale serie en website over kindermishandeling. Met de aflevering ‘Kindermishandeling, je kunt er wat aan doen’ won Het Klokhuis de Cinekid Kinderkast publieksprijs en de Cinekid Gouden Kinderkastprijs.
Zoek Het Uit!Zoek Het Uit! is een serie over wetenschappelijk onderzoek. Deze laat niet alleen zien, maar daagt kinderen uit om zelf ook op onderzoek uit te gaan. Naast de afleveringen is er een app waarin kinderen worden uitgedaagd om met huis, tuin- en keukenspullen kleine experimenten te doen. Maar ook een website en is er een verdiepend boek met meer verdieping op de afleveringen.
De Klokhuis GamestudioIn de Klokhuis Gamestudio kunnen kinderen zelf aan de slag met het maken van computergames. Door het zelf te doen, leren ze spelenderwijs wat wel werkt in een game en wat niet.
De DierenzoekerDe Dierenzoeker is een (mobiele) website en een app speciaal gemaakt voor kinderen. De Dierenzoeker stelt kinderen in staat op een leuke, gemakkelijke en speelse manier namen van dieren te achterhalen. De Dierenzoeker won op donderdag 29 november 2012 de Nationaal Groenfonds Natuurprijs.
Het Klokhuis bouwtIn Het Klokhuis bouwt konden kinderen via de Klokhuis website meedenken over het ontwerp van Het KlokHUIS. Uit meer dan duizend inzendingen werden de beste vijf ontwerpen uitgekozen door een professionele jury onder leiding van Rijksbouwmeester Liesbeth van der Pol. Klokhuisarchitect Jord den Hollander heeft de beste ontwerpen samengevoegd tot het uiteindelijke ontwerp. In twaalf afleveringen volgde Het Klokhuis van ontwerp tot oplevering de bouw van het huis. Het klokHUIS staat in het Cascadepark in Almere Poort. Het heeft de vorm van een knalroze taart met een rode koepel. Over de bouw van het klokHUIS is tevens een boek uitgebracht. Hierin staat tot in detail beschreven hoe het klokHUIS is gebouwd. Op deze manier werd aan kinderen op een speelse manier uitgelegd wat er allemaal gebeurt bij het bouwen van een huis.
De ReportagecursusIn de Reportagecursus kunnen kinderen zelf leren hoe zij een Klokhuisreportage kunnen maken. Alle stappen worden uitgelegd: vanaf het idee tot aan het bekijken van de reportage.
Lekker Goedkoopeen game die gemaakt is parallel aan de tv-serie De Slavernij Junior. Deze serie voor kinderen, gemaakt door de NTR, gaat over slavernij en werd in het najaar van 2011 uitgezonden.
Breaking NewsTussen 3 maart 2006 en 28 april 2007 had Het Klokhuis een speciaal onderdeel. In Breaking News werd er steeds op een andere manier een auto kapotgemaakt. Elke aflevering werd gepresenteerd door Bart Meijer. In 13 afleveringen werd er geëxperimenteerd met het slopen van auto’s door middel van verschillende krachten, zoals elektriciteit, luchtdruk en warmte.
Extra dossiers bij speciale afleveringenBij extra belangrijke onderwerpen wordt er op de site van Het Klokhuis een uitgebreid dossier samengesteld met aanvullende informatie. Voorbeelden van dergelijke dossiers zijn: epilepsie, dyslexie en astma. Ook komen in deze dossiers vaak kinderen aan het woord die zelf ervaring hebben met bijvoorbeeld een bepaalde ziekte of aandoening.
Overblijf TVOverblijf TV biedt eerder uitgezonden afleveringen van Het Klokhuis aan in hoge kwaliteit die gekeken kunnen worden op het digibord op school. De uitzending blijft de hele dag beschikbaar, waardoor docenten dus zelf kunnen bepalen wanneer de uitzending gestart wordt.
De Klokhuis SketchstudioIn de Klokhuis Sketchstudio konden kinderen zelf (Klokhuis)sketches maken. De Sketchstudio staat sinds begin 2012 niet meer online.

## Eigen projecten
Vanaf maart 2014 zond Het Klokhuis iedere week een aflevering uit over de hersenen.
In het kader van Zapp Your Planet 2014 maakte Het Klokhuis daarnaast vijf afleveringen over plastic. Deze werden uitgezonden op 31 maart en in de eerste week van april.

## Het Klokhuis maakt Geschiedenis
In Het Klokhuis maakt Geschiedenis komen de belangrijkste personen, voorwerpen en plekken van vijftig hoogte- en dieptepunten uit de Nederlandse geschiedenis aan bod:
- Nederlandse Antillen
- Europa
- Michiel de Ruyter
- Tweede Wereldoorlog
- Ghana: migratie/slavernij
- Republiek
- Watersnoodramp
- De Rotterdamse haven
- De eerste spoorlijn
- Grachtengordel
- De Romeinse Limes
- Willibrord
- De VOC
- Willem Drees
- Willem van Oranje
- Televisie
- Atlas major
- Hebban Olla Vogala
- Beeldenstorm
- Grondwet
- Annie M.G. Schmidt
- Patriotten
- Statenbijbel
- Rembrandt van Rijn
- Hugo de Groot
- Veelkleurig Nederland
- De Stijl
- Floris de Vijfde
- Aletta Jacobs
- Kinderarbeid
- Van Gogh
- Eise Eisinga
- Napoleon Bonaparte
- Gasbel
- Crisisjaren
- Karel de Vijfde
- Christiaan Huygens
- Hunebedden
- Spinoza
- Eerste Wereldoorlog
- Max Havelaar
- Indonesië
- Karel de Grote
- Erasmus
- Beemster
- Buitenhuizen
- De Dom van Utrecht

## Prijzen
2020: Klokhuis Masterclass - Special Achievement Prize - Prix Jeunesse
2020: Snapje? Stroom - Shortlist - Prix Jeunesse
2020: HUH? Gender - Shortlist - Prix Jeunesse
2019: Het Klokhuis over Paardenrusthuis - Winnaar Gouden Vogel - House of Animals Awards
2018: Het Klokhuis over Varkens - Winnaar Comité van Aanbeveling - House of Animals Awards
2018: Snapje? Kilo, pond en ons - Winnaar Beste Kinderlied - Willem Wilmink prijs
2017: Snapje? Optellen van breuken - Winnaar Beste Kinderlied - Willem Wilmink prijs
2017: Snapje? - Winnaar NOT Innovative Award
2016: Snapje? - Winnaar Beste Nederlandse Televisieproductie - Cinekid Gouden Kinderkast
2014: Het Klokhuis over Kindermishandeling -  Winnaar Beste Televisieprogramma, Innovatieprijs voor aanpak kindermishandeling
2014: Zoek Het Uit! app - Nominatie SpinAward Mobiel
2013: afl. Kindermishandeling, je kunt er wat aan doen - Cinekid Gouden kinderkastprijs
2013: afl. Kindermishandeling, je kunt er wat aan doen - Cinekid Kinderkast publieksprijs
2012: Dierenzoeker - Nationaal Groenfonds Natuurprijs
2012: Het Klokhuis - Gouden Stuiver, na twaalf keer genomineerd te zijn
2012: Lekker Goedkoop - Nominatie Cinekid Nieuwe Media Prijs 2012
2012: Klokhuiswebsite - Prix Jeunesse International Interactivity Prize 2012
2011: Klokhuiswebsite - Best Children's Online Content Adult Price -verslag-
2011: Klokhuiswebsite - Gouden @penstaart
2010: 13 In de Oorlog, de game - Best Practice Virtueel Platform
2010: afl. Wat is kanker? - Cinekid Kinderkast Publieksprijs
2010: Nominatie Gouden Stuiver (Televisierring)
2009: afl. Wakduiken - Gouden Cinekid Kinderkast
2009: Nominatie Gouden Stuiver
2008: Klokhuis Game Studio - nominatie Innovation Award
2008: Klokhuis Game Studio - Cinekid Nieuwe Media Award
2008: Klokhuis Game Studio - Comenius EduMedia Zegel Plus
2008: Klokhuis Game Studio - nominatie Prix Jeunesse
2008: Klokhuis Game Studio - nominatie ADCN (game advertising)
2008: Klokhuis Game Studio - Zilveren SpinAward
2008: Nominatie Gouden Stuiver
2007: Klokhuis Sketch Studio - nominatie Gouden @penstaart
2007: UPC, beste kinderprogramma voor 6-18 jaar
2007: Nominatie Gouden Stuiver
2007: Anne Frank special - Cinekid Kinderkast Publieksprijs non-fictie
2005: Klokhuis Sketch Studio - Cinekid Nieuwe Media Award
2005: Klokhuis Sketch Studio - Europrix.nl
2005: Klokhuis Sketch Studio - inzending Prix Italia
2005: Het Klokhuis - Prins Bernhard Cultuurfonds Prijs
2004: Klokhuis Sketch Studio - nominatie SpinAward
2002: Kleine Kinderkast
2001: 3e prijs Gouden @penstaart
2001: Gouden Vos (beste wetenschapsredactie)
2001: Grote Kinderkast
2000: Kleine Kinderkast
2000: Conrad's Premie
1999: Margriet Kinderprijs (Televizier Ring)
1999: Gouden Zapper (Europees Film- en Televisiefestival Vlaanderen)
1998: Gouden Zapper (Europees Film- en Televisiefestival Vlaanderen)
1998: Kleine Kinderkast
1998: Boy Trip Award
1998: Zilveren Ere Nipkov Schijf
1997: Academy Award (Gouden beeld)
1995: De Gouden Scarabee
1994: De Kleine Kinderkast
1993: Dr. Flaumenhaftprijs
1992: De Engel
1991: Zwijsen Prijs
1990: NOT Kerstster
1989: KRO Klasse Prijs